# Gouvernement Fernández Albor II
Galice
Albor I González Laxe
Le gouvernement Fernández Albor II (en espagnol : Segundo Gobierno Fernández Albor, en galicien : Segundo Goberno Fernández Albor) est le gouvernement de la communauté autonome de Galice entre le 3 mars 1986 et le 30 septembre 1987, sous la IIe législature du Parlement.
Il est dirigé par le conservateur sortant Gerardo Fernández Albor, vainqueur à la majorité relative des élections autonomiques de 1985. Il repose sur la Coalition populaire, qui réunit trois partis de droite et de centre droit. Il succède au gouvernement Fernández Albor I et cède le pouvoir au gouvernement de coalition de gauche et nationaliste du socialiste Fernando González Laxe après l'adoption d'une motion de censure.

## Historique du mandat
Ce gouvernement est dirigé par le président de la Junte sortant, le conservateur Gerardo Fernández Albor. Il est constitué et soutenu par la Coalition populaire (CP), qui réunit l'Alliance populaire (AP), le Parti démocrate populaire (PDP) et le Parti libéral (PL). Seule, elle dispose de 34 députés sur 71, soit 47,9 % des sièges du Parlement.
Il est formé à la suite des élections parlementaires du 24 novembre 1985.
Il succède donc au gouvernement Fernández Albor I, constitué et soutenu par l'Alliance populaire et une dizaine de députés élus en 1981 sous l'étiquette de l'Union du centre démocratique (UCD).

### Formation
Au cours des élections autonomiques, la Coalition populaire progresse fortement par rapport au résultat de l'Alliance populaire en 1981, mais échoue à deux sièges de la majorité absolue. Aussi bien le président sortant que le dirigeant national de l'AP, Manuel Fraga, en appellent à la Coalition galicienne (es) (CG), arrivée troisième avec 11 sièges.
Gerardo Fernández Albor se présente le 16 janvier 1986 au vote d'investiture sans avoir conclu d'accord de coalition ou de soutien sans participation. Il échoue donc, par 34 voix pour et 37 voix contre. Il est défait de nouveau à l'occasion du deuxième vote, 24 h plus tard, avec le même résultat.
Le 10 février, la Coalition galicienne fait le choix de garantir le maintien au pouvoir de Gerardo Fernández Albor en s'abstenant lors d'un nouveau vote d'investiture, trois jours après avoir repoussé l'idée d'une coalition avec le Parti des socialistes de Galice-PSOE (PSOE) et le Parti socialiste galicien-Gauche galicienne (es) (PSG-EG).
Gerardo Fernández Albor est donc de nouveau investi président de la Junte le 21 février 1986 à la majorité relative et prête serment huit jours plus tard, en présence notamment du ministre Félix Pons. Il dévoile le 2 mars la liste des membres de son second gouvernement, qui comprend cinq nouveaux conseillers et intègre des représentants des deux autres partis membres de la Coalition populaire. L'exécutif prête serment et entre en fonction le lendemain.

### Évolution
Le 30 octobre 1986, l'ensemble des conseillers issus ou proposés par l'Alliance populaire, emmenés par le vice-président José Luis Barreiro (es), remettent leur démission, tandis que ceux du Parti démocrate populaire et du Parti libéral mettent leur fonction à disposition du président de la Junte. Un mois plus tôt, José Luis Barreiro avait publiquement affirmé qu'il serait intéressé par occuper la présidence de la Junte. Le lendemain, Gerardo Fernández Albor relève de leurs fonctions José Luis Barreiro, Javier Suárez-Vence (gl), Víctor Vázquez Portomeñe (gl) et Fernando Garrido Valenzuela (gl), tandis que la majorité de son groupe parlementaire l'appelle, sans succès, à se soumettre à un vote de confiance en interne.
Après avoir obtenu, le 1er novembre, le soutien du Parti démocrate populaire et du Parti libéral, le président de la Junte est ratifié dans ses fonctions le 3 novembre par le comité exécutif national de l'Alliance populaire, tandis que les six députés de l'aile conservatrice de la Coalition galicienne assurent être prêts à négocier chaque projet de loi avec le futur gouvernement. Il présente le 4 novembre la nouvelle mouture de son exécutif — qui intègre notamment un ennemi interne de Barreiro, Mariano Rajoy, ainsi que plusieurs ex-conseillers — et l'assermente le lendemain. Au sein de cette nouvelle équipe, María Jesús Sáinz devient la première femme à diriger un département exécutif.

### Succession
Le 15 septembre 1987, le Parti socialiste dépose une motion de censure au Parlement à l'encontre de Gerardo Fernández Albor et propose Fernando González Laxe comme candidat à la présidence de la Junte. Il bénéficie du soutien du Parti nationaliste galicien (es) (PNG) et du Parti socialiste galicien-Gauche galicienne (es) (PSG-EG) et obtient cinq jours plus tard celui de la Coalition galicienne.
La motion de censure est adoptée le 23 septembre, par 40 voix pour, 29 voix contre et 2 abstentions. Fernando González Laxe prête serment six jours plus tard, en présence notamment du ministre Joaquín Almunia. Il dévoile la composition du nouveau gouvernement régional le soir-même, qui compte 11 membres dont un vice-président. Le nouvel exécutif prête serment et entre en fonction dès le 30 septembre.

## Composition

### Initiale (3 mars 1986)
- Par rapport au gouvernement Fernández Albor I, les nouveaux conseillers sont indiqués en gras, ceux ayant changé d'attributions le sont en italique.

| Poste                                                               | Titulaire | Titulaire                                  | Parti |
| ------------------------------------------------------------------- | --------- | ------------------------------------------ | ----- |
| Président                                                           |           | Gerardo Fernández Albor                    | AP    |
| Vice-président Conseiller à la Présidence                           |           | José Luis Barreiro Rivas (es)              | AP    |
| Conseiller à l'Économie et aux Finances                             |           | José Antonio Orza Fernández (gl)           | Sans  |
| Conseiller à l'Aménagement du territoire et aux Travaux publics     |           | Francisco Javier Suárez-Vence Santiso (gl) | Sans  |
| Conseiller à l'Éducation                                            |           | Víctor Manuel Vázquez Portomeñe (gl)       | AP    |
| Conseiller au Travail, à l'Industrie et au Tourisme                 |           | Luciano Asorey Fernández (gl)              | PDP   |
| Conseiller à la Santé et à la Sécurité sociale                      |           | José María Hernández Cochón (gl)           | AP    |
| Conseiller à l'Agriculture                                          |           | Fernando Garrido Valenzuela (gl)           | AP    |
| Conseiller à la Culture et au Bien-être social                      |           | Alejandrino Fernández Barreiro (gl)        | PDP   |
| Conseiller à la Pêche, à la Conchyliculture et aux Cultures marines |           | Juan Manuel Páramo Neyra (gl)              | PL    |

### Remaniement du 5 novembre 1986
- Par rapport à la composition précédente, les nouveaux conseillers sont indiqués en gras, ceux ayant changé d'attributions le sont en italique.

| Poste                                                               | Titulaire | Titulaire                           | Parti |
| ------------------------------------------------------------------- | --------- | ----------------------------------- | ----- |
| Président                                                           |           | Gerardo Fernández Albor             | AP    |
| Vice-président                                                      |           | Mariano Rajoy Brey                  | AP    |
| Conseiller à la Présidence                                          |           | Manuel Ángel Villanueva Cendón (gl) | AP    |
| Conseiller à l'Économie et aux Finances                             |           | Carlos Otero Díaz (gl)              | Sans  |
| Conseiller à l'Aménagement du territoire et aux Travaux publics     |           | Fernando Pedrosa Roldán (gl)        | Sans  |
| Conseiller à l'Éducation                                            |           | María Jesús Amparo Sáinz García     | AP    |
| Conseiller au Travail, à l'Industrie et au Tourisme                 |           | Luciano Asorey Fernández (gl)       | PDP   |
| Conseiller à la Santé et à la Sécurité sociale                      |           | José María Hernández Cochón (gl)    | AP    |
| Conseiller à l'Agriculture                                          |           | Ángel Ruiz Fidalgo (gl)             | Sans  |
| Conseiller à la Culture et au Bien-être social                      |           | Alejandrino Fernández Barreiro (gl) | PDP   |
| Conseiller à la Pêche, à la Conchyliculture et aux Cultures marines |           | Juan Manuel Páramo Neyra (gl)       | PL    |